# Scopula fumigrisea
Scopula fumigrisea är en fjärilsart som beskrevs av W. Warren 1898. Scopula fumigrisea ingår i släktet Scopula och familjen mätare. Inga underarter finns listade.